# Un barco llega
A Ship Comes In (también conocida como Un barco llega) es una película muda dramática estadounidense de 1928 que cuenta la historia de los inmigrantes que llegan a los Estados Unidos. Fue escrita por Julien Josephson (historia) (adaptación), John W. Krafft (títulos) y Sonya Levien . Estuvo dirigida por William K. Howard y protagonizada por Rudolph Schildkraut y Louise Dresser.
Dresser fue nominada en la categoría de Mejor Actriz en los Premios Oscar, pero perdió el galardón ante Janet Gaynor.

## Sinopsis
La película se centra en los Pleznik, una familia europea que emigró a los Estados Unidos justo antes del estallido de la Primera Guerra Mundial. La familia se muestra infinitamente optimista sobre su nueva vida, en particular Peter, el patriarca de la familia. Peter se hace amigo de su vecino, el Sr. Casey, quien lo ayuda a conseguir un trabajo como conserje en la embajada local; Después de cinco años, el juez de la embajada convierte al entusiasta Peter en ciudadano de los Estados Unidos . En este momento, Eric, el hijo mayor de Peter, se fue para unirse al ejército, con el mismo nivel de entusiasmo que su padre. Mamá Pleznik, sin embargo, está preocupada pero lo deja ir.

## Reparto
- Rudolph Schildkraut - Peter Pleznik
- Louise Dresser - Mama Pleznik
- Milton Holmes - Eric
- Linda Landi - Marthe
- Fritz Feld - Sokol
- Lucien Littlefield - Dan Casey
- Robert Edeson - Juez Gresham
- Louis Natheaux - Seymon

## Reconocimiento
- 1928:Premios Oscar a la Mejor Actriz para Louise Dresser - Nominada.
- La película está preservada en el Library of Congress, George Eastman House y Filmarchiv Austria.[1]